# Marc Giraudon
Pour les articles homonymes, voir Giraudon.
Marc Giraudon est un footballeur français né le 22 juillet 1980 à Vierzon (Cher). Il évolue au poste d'arrière gauche et mesure 1,80 m. Il s'est ensuite reconverti comme agent immobilier.

## Carrière de joueur
- 1998-2003 :  LB Châteauroux (75 matches en Ligue 2)
- 2003 :  Clermont Foot (9 matches en Ligue 2)
- 2003-2005 :  LB Châteauroux (36 matches en Ligue 2)
- 2005-2009 :  Stade de Reims (110 matches en Ligue 2)
- 2009-2011 :  LB Châteauroux
- 2011-2013 :  Entente Sportive Guérétoise
- 2013-2014 :  US Argenton (sur Creuse)